# Nesogenes prostrata
Nesogenes prostrata là loài thực vật có hoa thuộc họ Cỏ chổi. Loài này được (Benth.) Hemsl. mô tả khoa học đầu tiên năm 1913.